# Meadow
Meadow är ett popcore/emoband från Småland. De skivdebuterade maj 2005 med albumet "We All Collapse" som släpptes av Feedback Records.
Våren 2007 lades bandet ned och medlemmarna gick in i nya projekt, bland annat Rhythm Collapse och Bright Morning Star Orchestra.

## Medlemmar
- Kristofer Baccstig - Sång
- Thomas Engvall - Gitarr
- Thorleif "Tolle" Bergkwist - Trummor
- Andreas Ericsson - Gitarr
- Magnus Andersson - Bas

## Låtlista "We all collapse"
1. A place to find
2. Wreckage
3. I let myself burn out
4. 8:32
5. Stay
6. God bless
7. Dead end (My own salvation)
8. Without me
9. Nothing / Something
10. Tomorrow
11. Within a second
12. Long gone
13. One of a kind